# Johann Nikolaus von Dreyse

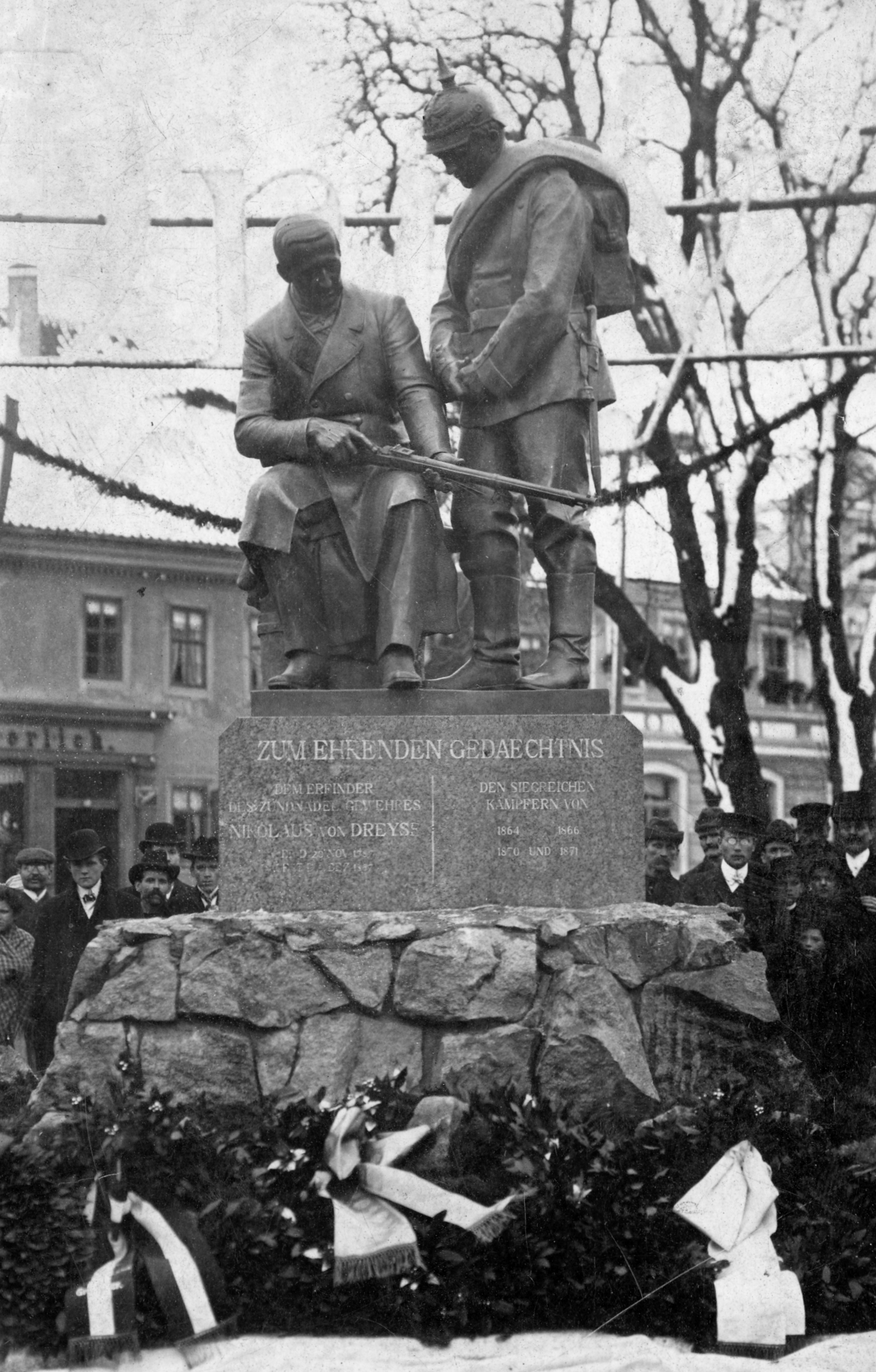
Inauguració del Monument a Dreyse a Sömmerda, 1909.

Johann Nikolaus Dreyse (des de 1864, von Dreyse). Fou un armer alemany (Sömmerda, Turingia, 1787 - íd., 1867), inventor del fusell d'agulla.

## Biografia
Fill d'un manyà, va aprendre l'ofici del seu pare i aviat va demostrar un gran interès per a la mecànica i les armes de foc.
El 1809 va marxar a París per tal de perfeccionar-se, treballant fins al 1814 a la fàbrica de l'armer suís Jean-Samuel Pauly, que estava experimentant amb fusells de retrocàrrega. Després de la mort del seu pare, el 1815, va tornar a Sömmerda i es va fer càrrec del seu taller. El 1824 va fundar una empresa per a la fabricació de càpsules iniciadores (pistons de fulminat) i, endevinant l'interès que despertaria en els exèrcits el posseir un cartutx que portés en un paquet tots els elements necessaris per al tret, es va esforçar en dur a la pràctica aquesta idea del seu mestre Pauly. Dels seus treballs en aquest sentit va néixer l'anomenat “fusell d'agulla”, ideat primer com d'avantcàrrega i transformat el 1836 en arma de retrocàrrega. El fusell Dreyse és considerat com un dels primers fusells de retrocàrrega. i percussió central, encara que tingui poc que veure amb els models posteriors. Va ser un gran avanç, doncs permetia una velocitat de tir de 7 trets per minut enfront dels 2 trets dels anteriors fusells d'avantcàrrega
Aquest fusell va ser adoptat per l'exèrcit de Prússia el 1841, i Dreyse, recolzat pel govern prussià, va fundar llavors la gran fàbrica de fusells i municions de Sömmerda, que ja a l'any següent va començar a funcionar.
Després que el seu fusell va haver demostrat plenament la seva eficàcia en la guerra contra Dinamarca (1864) –eficàcia que es confirmaria en el conflicte contra Àustria (1866)-, el modest artesà va ser premiat amb un títol de noblesa, incorporant al seu cognom el “von”. A part de la seva activitat com armer va treballar en altres sectors, dissenyant un nou motor de vapor i una màquina per treballar metalls. El 1909 se li va erigir un monument, obra de l'escultor Wilhelm Wandschneider.

## Galeria

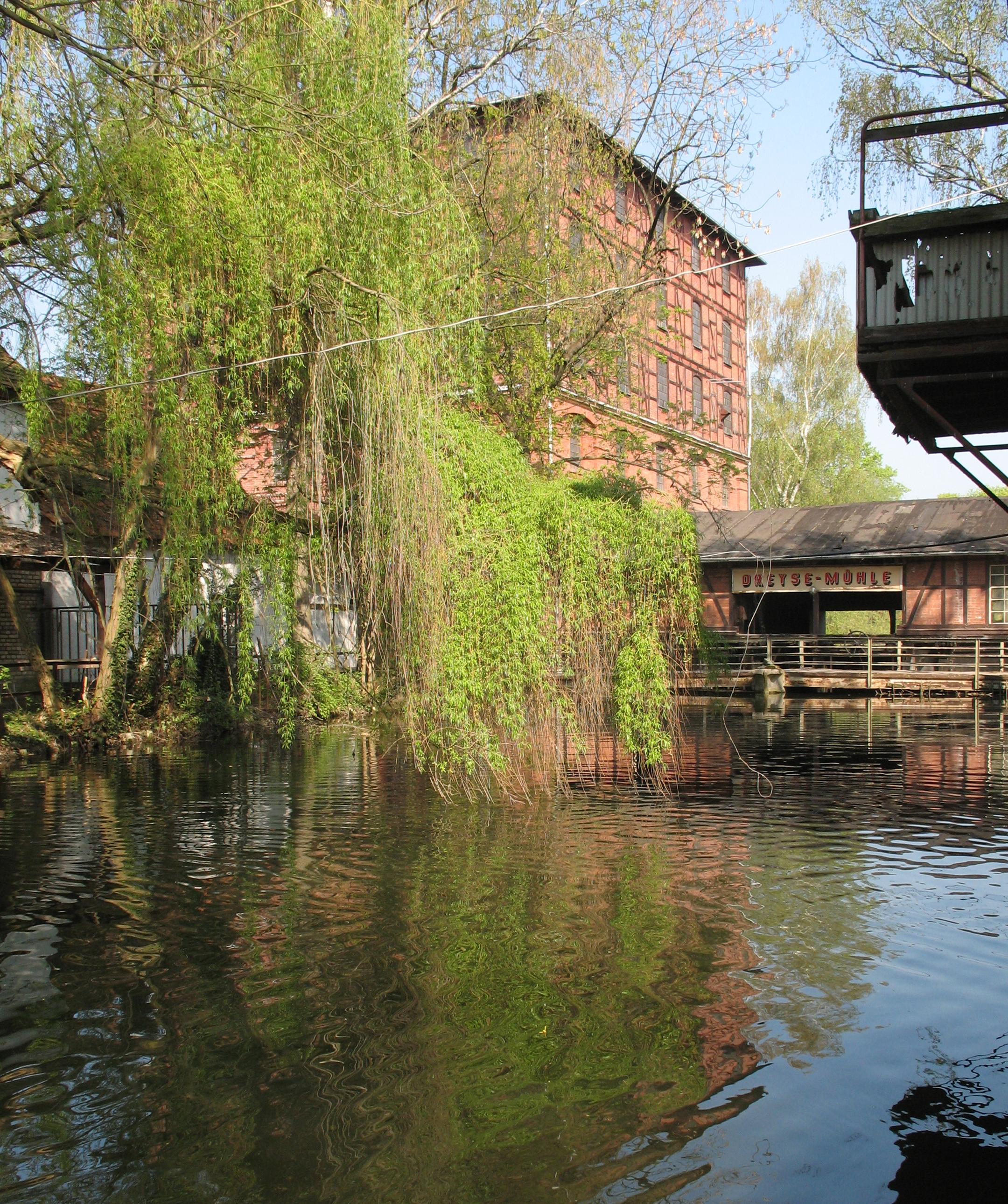
Molí Dreyse a Sömmerda
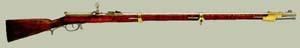
Dreyse Zündnadelgewehr/Prussian Model prussià 1841
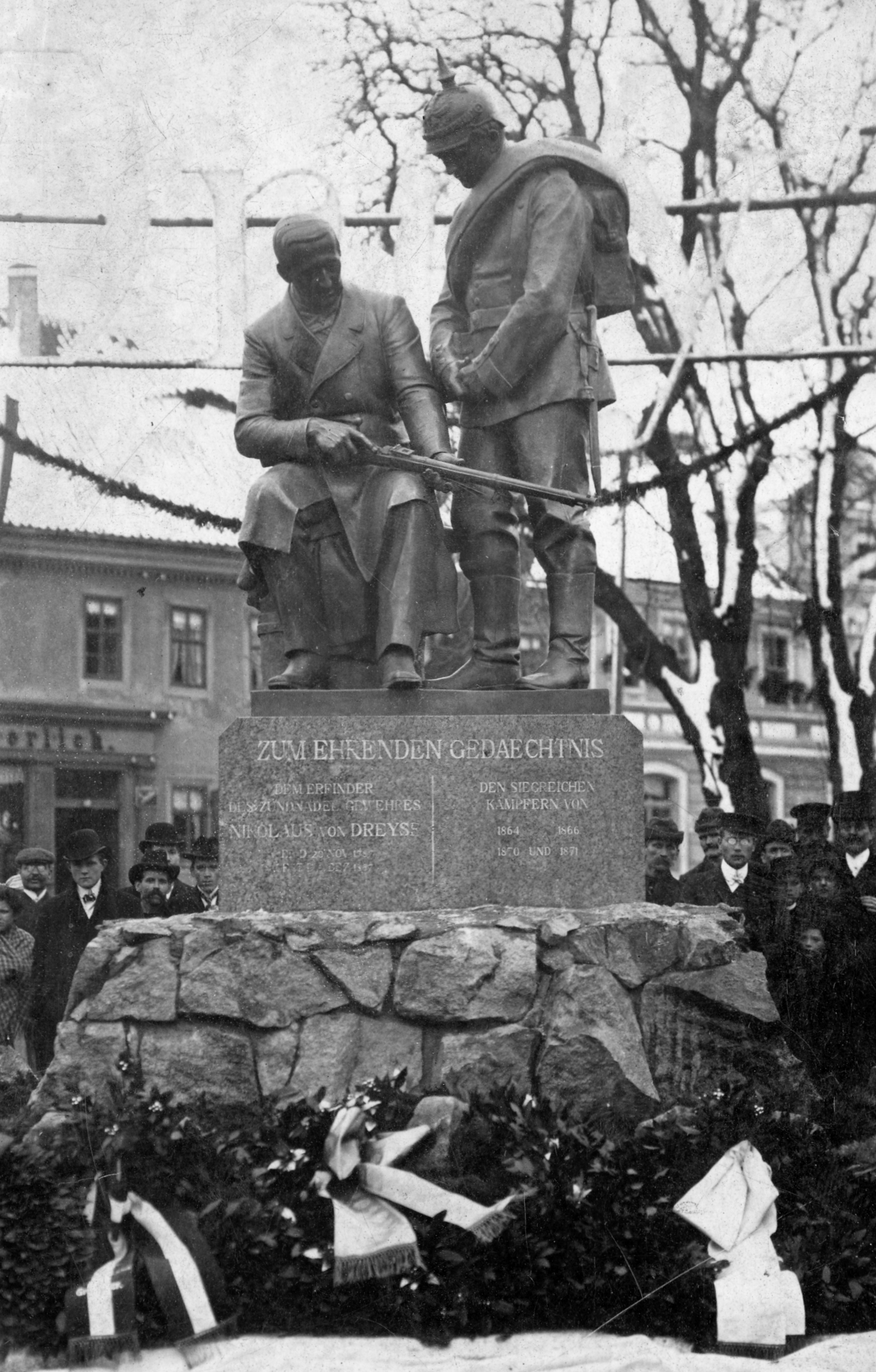
Dreyse Memorial a Sömmerda, 1909